# Zdeněk Šreiner
Zdeněk Šreiner (ur. 2 czerwca 1954 w Ostrawie, zm. 28 listopada 2017) – czeski piłkarz występujący na pozycji pomocnika. Reprezentant Czechosłowacji.

## Kariera klubowa
Šreiner karierę rozpoczynał w 1976 roku w Baníku Ostrawa. W ciągu 11 lat gry dla tego klubu, dwukrotnie wywalczył z nim mistrzostwo Czechosłowacji (1980, 1981), trzykrotnie wicemistrzostwo Czechosłowacji (1979, 1982, 1983), a także raz Puchar Czechosłowacji (1978). Potem grał jeszcze we francuskim AS Beauvais oraz austriackim VSE St. Pölten. W 1989 roku zakończył karierę.

## Kariera reprezentacyjna
W reprezentacji Czechosłowacji Šreiner zadebiutował 24 września 1980 w zremisowanym 1:1 towarzyskim meczu z Polską. W tym samym roku zdobył złoty medal na letnich igrzyskach olimpijskich. W latach 1980–1984 w drużynie narodowej rozegrał 6 spotkań.